# Marais de Limagne
Marais de Limagne este o arie protejată (sit de importanță comunitară — SCI) din Franța întinsă pe o suprafață de 234 ha, integral pe uscat.

## Localizare
Centrul sitului Marais de Limagne este situat la coordonatele 45°04′01″N 3°39′48″E / 45.06694°N 3.66333°E.

## Înființare
Situl Marais de Limagne a fost declarat arie specială de conservare în baza directivei 92/43 din 1992 referitoare la conservarea habitatelor naturale și a faunei și florei sălbatice pentru a proteja un număr necunoscut de specii din flora spontană și fauna sălbatică aflate în arealul zonei.

## Biodiversitate
Situată în ecoregiunea continentală, aria protejată conține 9 habitate naturale: Turbării active, Mlaștini turboase de tranziție și turbării mișcătoare, Pajiști uscate seminaturale și facies de acoperire cu tufișuri pe substraturi calcaroase (Festuco-Brometalia) (* situri importante pentru orhidee), Liziere de ierburi înalte hidrofile de câmpie și de nivel montan până la alpin, Fânețe de joasă altitudine (Alopecurus pratensis, Sanguisorba officinalis), Păduri de fag acidofile atlantice, cu subarboret de Ilex și, uneori, de asemenea, Taxus, la nivelul arbuștilor (Quercion robori-petraeae sau Ilici-Fagenion), Păduri de fag Asperulo-Fagetum, Pante stâncoase silicioase cu vegetație casmofită, Păduri aluvionare cu Alnus glutinosa și Fraxinus excelsior (Alno-Padion, Alnion incanae, Salicion albae).
La baza desemnării sitului se află un număr nedeclarat de specii protejate.
Pe lângă speciile protejate, pe teritoriul sitului au mai fost identificate 10 specii de plante, 30 de specii de păsări, 2 specii de amfibieni, 2 specii de nevertebrate, 2 specii de reptile.